# Corazones (juego)

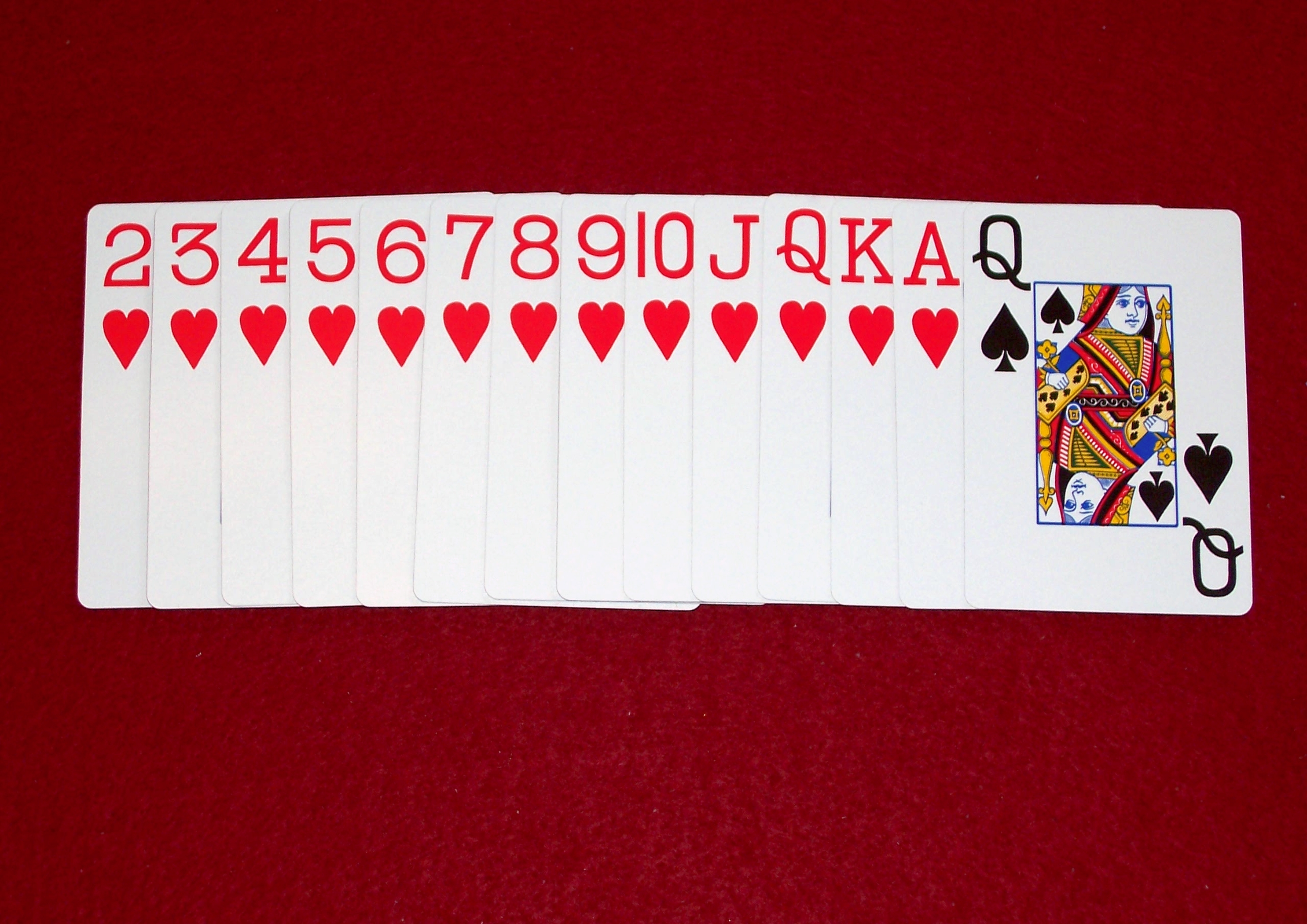
Secuencia de cartas que ejemplifica una ronda del juego.

Corazones es un juego de cartas cuyo objetivo es acabar la partida con el mínimo de puntos posibles. Es una evolución del original "Dama de Picas" francés. El juego estándar se realiza con una baraja francesa y cuatro jugadores. Se ha popularizado mucho a partir de su inclusión en el sistema operativo Windows.

## Inicio del juego
Se reparten trece cartas a cada uno de los jugadores. En la 1.ª ronda, cada jugador debe escoger 3 cartas y pasarlas al jugador de la izquierda. En la 2ª ronda, cada jugador debe escoger 3 cartas y pasarlas al jugador de la derecha. En la 3.ª ronda, cada jugador debe escoger 3 cartas y pasarlas al jugador de enfrente. En la 4ª ronda no son pasadas cartas. En la 5º volverán a pasarse 3 cartas al jugador de la izquierda, en la 6º al de la derecha... y así sucesivamente. El jugador que en su mano tenga el dos de trébol (♣) comienza el juego, el cual se desarrollará en sentido de las agujas del reloj.

## Las manos
El que comienza la ronda tira una carta en medio de la mesa. En este caso es el dos de trébol. Los otros tienen que seguir con el mismo palo. Gana la mano quien haya sacado la carta más alta, para efectos de este juego el as de cada palo representa la carta más alta. El ganador de la mano es el que comienza la siguiente ronda.
Si no se tienen cartas del palo escogido se puede tirar cualquier otra, teniendo en cuenta que las cartas negativas (las que valen puntos) no se pueden tirar en la primera mano. Algunas variantes normativas dicen que no se puede iniciar una mano tirando una carta del palo corazón hasta que alguien esté «sucio», o sea, que ya tenga cartas de corazones. Sin embargo, se puede lanzar una carta del palo corazón cuando se posee el turno para lanzar y ya no se poseen cartas de otros palos, o bien cuando otro jugador lanzó alguna carta de cuyo palo no haya más cartas para lanzar; esto es válido desde la segunda mano en adelante.
Las cuatro cartas de una mano se van apilando boca abajo en forma de pila. Solo se puede consultar la última mano para contar y planificar la estrategia. Las cartas negativas se ponen delante del jugador que se las ha llevado y a la vista.
La partida la gana el jugador con menos puntos. El juego se acaba cuando algún jugador (el perdedor) llegue a o supere los cien puntos.

## Cartas negativas
Las cartas negativas son todas las del palo corazones (♥) y la Q de picas (♠), también llamada dama negra o reina negra. Cada carta negativa hace que el jugador sume puntos. Cada carta de corazónes suma 1 punto, y la Q de picas, suma 13 puntos. 
Si se suman todos los puntos posibles (quedándote con todos los corazones más la dama negra) se gana automáticamente la mano, sumando al resto de los participantes 26 puntos. Es lo que se llama bola, tocar el cielo, alcanzar la luna o pleno de dama.
En algunas variantes del juego, cuando un jugador se hace con todas las manos (las 13 manos), el premio recibido o castigo infligido a los rivales es de mayor magnitud. Una variante ("shooting pluto") establece en 52 puntos los asignados a los jugadores rivales de aquel que obtiene todas las manos. En otra variante, el jugador agraciado reinicia su puntuación a 0 ("cleaning the slate").

## En la cultura popular
El juego es mencionado varias veces en la novela Corazones en la Atlántida del autor Stephen King, en la cual los protagonistas desarrollan una adicción al mismo, que se va tornando cada día más peligrosa. 